# Slateford (Pensilvania)
Slateford es un área no incorporada ubicada en el condado de Northampton en el estado estadounidense de Pensilvania.

## Geografía
Slateford se encuentra ubicada en las coordenadas 40°56′46″N 75°06′51″O / 40.94611, -75.11417